# Pearl (Band)
Pearl ist eine US-amerikanische Rockband. Gründerin, Namensgeberin und Sängerin der Gruppe ist Pearl Aday.

## Hintergrund
Pearl Aday ist die Adoptivtochter des Sängers Meat Loaf und wuchs infolgedessen mit Musik auf. Bereits 1994 war sie Hintergrund-Sängerin auf der Tournee zum Album Bat Out of Hell II: Back into Hell. Auch auf der darauf folgenden Tournee, die 1996 begann, begleitete sie ihren Vater, bevor sie 1998 festes Mitglied seiner Begleit-Band „Neverland Express“ wurde. Sie sang auch auf der New Tattoo-Tour der Band Mötley Crüe und ist auf der anschließend veröffentlichten DVD Lewd, Crued, and Tattooed zu sehen. 2003 sang sie mit ihrem Vater das Duett „Man of Steel“ auf dessen Album Couldn’t Have Said It Better.
Ihre Band entstand am 29. Geburtstag von Aday, als ihr von Scott Ian die Mitglieder der Gruppe Mother Superior vorgestellt wurden, die als Backing-Band für Henry Rollins, Daniel Lanois und andere spielte. 2004 begann Aday, mit dem Gitarristen Jim Wilson und Bassist Marcus Blake an ersten Songs zu arbeiten.
Die Gruppe nahm eine erste Demo-CD in den Cherokee Studios in Los Angeles auf. Nachdem Mother Superior eine Europa-Tournee absolviert hatten und wieder zurück waren, ging die Gruppe, verstärkt um Scott Ian, ins Studio und nahm mit den Produzenten Joe Barresi (Tool, Queens of the Stone Age, Bad Religion) das Debütalbum Little Immaculate White Fox auf, das 2010 veröffentlicht wurde.
Am sechsten sowie am 9. Oktober 2009 spielte die Band als Vorgruppe von Ray Manzarek und Robby Krieger (The Doors) bei zwei Konzerten in Los Angeles und Anaheim; vom 12. August bis zum 5. September 2010 spielte sie im Vorprogramm von Meat Loaf.
2012 veröffentlichte Pearl eine Live-CD, bevor 2014 ein neues Studioalbum aufgenommen wurde. Es erschien im Jahre 2018 unter dem Titel Heartbreak and Canyon Revelry. An den Aufnahmen beteiligten sich auch der Gitarrist Philip Sayce und der Keyboarder Fred Mandel.

## Diskografie
- 2010: Little Immaculate White Fox (Megaforce Records)
- 2012: The Swinghouse Session: Pearl Live & Acoustic
- 2018: Heartbreak and Canyon Revelry